# کوه یون وانگ
کوه یون وانگ (به لاتین: Yongwang mountain) یک کوه در کره جنوبی است که در کره (کشور) واقع شده‌است. کوه یون وانگ ۷۸ متر بالاتر از سطح دریا واقع شده‌است.